# Все мои дети
«Все мои дети» (англ. All My Children) — американская мыльная опера, транслировавшаяся с понедельника по пятницу с 1970 года на канале ABC. Повторы эпизодов шли ночью в выходные. Действие сериала, созданного Агнес Никсон, происходит в Сосновой Долине в Пенсильвании, пригороде Филадельфии. На протяжении всего периода трансляции главную роль Эрики Кейн в сериале исполняла Сьюзан Луччи, персонаж которой считается самым популярным героем в истории дневного телевидения.
Первоначально сериал принадлежал компании Creative Horizons, Inc., принадлежащей Агнес Никсон и её мужу, Бобу. В январе 1975 года сериал перешёл во владение компании ABC. Первоначальная длина серий была 30 минут, но в апреле 1977 года её продлили до часа. Ранее в июне 1975 года сериал одну неделю шёл в часовом формате.
Изначально сериал снимался в Нью-Йорке. С декабря 2009 года сериал снимался в Лос-Анджелесе. С 2010 года сериал транслировался в высоком качестве. Сериал стал четвёртой мыльной оперой, транслирующейся в высоком разрешении.
Какое-то время сериал был одним из самых популярных в Америке. В середине 70-х мужчины составляли 30 % от всех зрителей сериала. С 1978 по 1979 год сериал был самым популярным на телевидении. В 80-х и начале 90-х «Все мои дети» стояли на втором месте по популярности. После смерти Рут Уоррик в январе 2005 года Сьюзан Луччи и Рэй МакДональд остаются главными героями сериала. Однако Рэй объявляет, что уйдёт из сериала после того, как его станут снимать в Лос-Анджелесе. Сьюзан Луччи намерена продолжать сниматься в сериале. 12 ноября 2008 года вышла 10000-я серия сериала
14 апреля 2011 президент дневного вещания ABC Брайан Фронс объявил о закрытии шоу. Последний эпизод вышел в эфир 23 сентября 2011 года. Вскоре после объявления о закрытии студия Prospect Park объявила, что купила права на съёмки продолжения, но проект был заморожен до декабря 2012 года. 7 января 2013 года студия официально подтвердила начало работы над сериалом-возрождением, который выходит сразу в интернете начиная с 29 апреля 2013 года, как и «Одна жизнь, чтобы жить». 26 июня 2013 года кабельный канал OWN: The Oprah Winfrey Network купил права на трансляцию первых 40 эпизодов шоу, начиная с 15 июля. В ноябре 2013 года сериал вновь был закрыт, после выхода одного сезона.

## История

### 1970-е
В 1960 году Агнес Никсон, одна из сценаристов сериала «Направляющий свет», пыталась продать сценарий сериала «Все мои дети» на NBС, затем CBS и снова на NBС. Несмотря на свой успех и спонсорскую поддержку, сериал вышел только в 1970 году. Приглашённой звездой была Розмари Принц. Розмари была популярной и снялась в сериале, чтобы повысить его рейтинг.
Никсон хотела создать «мыло», которое было бы актуальным и поднимало социальные вопросы Также она хотела добавить в свой сериал юмор. В 70-е и 80-е сценарии писала Никсон или её напарник Уизер Уошам. В 80-е сценарии стал писать Уошам.
Действие сериала вертится вокруг нескольких людей: Фиби Тэйлор (Рут Уоррик) — богатая девушка, называющая себя «королевой Сосновой Долины», Мона Кейн (Фрэнсис Хефлин) — мать-одиночка, и её дочь, примадонна Эрика Кейн (Сьюзан Луччи). Первоначально сериал рассказывал о юношеской любви, поскольку компания ABC хотела привлечь молодых зрителей, однако рейтинги были низкими. В первый год «Все мои дети» занял 17-е место из 19 мыльных опер. Однако с каждым годом рейтинги поднимались.
Сериал был уникален тем, что он стал первым, в котором обсуждалась война во Вьетнаме. Он получил первую премию «Эмми» в 1972 году. В 1973 году Эрика принимает решение сделать аборт: этот эпизод первым показал аборт на телевидении. Разговоры об этом эпизоде начались за несколько месяцев до его выхода. Подтяжка лица Марго стала одним из первых показов по телевидению пластической хирургии и её психологического эффекта.
В 1970-е годы сериал был самым популярным из всех мыльных опер. Одной из причин было появление в сериале Донны Бек и её отношения с доктором Чаком Тэйлором. Запоминающимися злодеями в сериале были Клайд Таггл Билли (Мэттью Коулз) и Рэй Гарднер.

### 1980-е
В восьмидесятые сериал «Все мои дети» достиг наивысшего успеха. Лето Джесси и Дженни в Нью-Йорке считается одной из лучших сюжетных линий в истории сериала. В 80-х Эрика начинает играть более значительную роль, чем раньше. Она пишет книгу «Повышение Кейн» и хочет снять по ней фильм. Эрика выходит замуж 10 раз (последняя свадьба в июне 2005 года).
В 1983 году в сериале была затронута до этого запретная тема гомосексуализма. Ни одна другая мыльная опера никогда не поднимала эту тему. Также в сериале показали проблему употребления наркотиков и СПИДа.
В начале 1989 года новым исполнительным продюсером стала Фелисия Миней Бер. ABC считал Бер хорошим продюсером, пока она не решила уволить одного из главных героев Питера Бергмана, пользующегося популярностью. Тогда Фелисию уволили. Уход Фелисии огорчил Дебби Морган, которая думала, что это случилось из-за межрасовых ссор.

### 1990-е
К началу 1989 года сериал занимал 4-е место среди мыльных опер. В 1990 году он занял 3-е место. Билли Клайд Таггл возвращается в Сосновую Долину после девятилетнего отсутствия (он был в тюрьме). Билли оказывает существенное влияние на всех людей в Сосновой долине, становясь одним из злодеев.
В 1987 году Меган МакТавиш стала сценаристом. В сериале затрагивались такие проблемы, как лейкемия, инцест, рак лёгких, расизм. Одним из поворотов сюжета стало выяснение, кто же настоящий отец Эрики. Кендалл Харт выясняет, что её мать — Эрика. Эрика решила, будто Кендалл вернулась, чтобы отомстить.
Пара Тед и Дикси стала особенно популярной, также популярной была пара Дмитрий и Эрика. В 1994 и 1995 годах рейтинги сериала сильно упали. Кэди Макклейн, покинувшая сериал, к радости поклонников вернулась в 1996 году. После того, как в 1998 году сериал был назван «худшей мыльной оперой года», МакТавиш снова была уволена.